# Doosan Haeundae We've the Zenith
Haeundae Doosan We've the Zenith è un complesso di tre grattacieli residenziali situati nel distretto Haeundae di Busan, in Corea del Sud. 
Completato nel 2011, il complesso si compone di tre torri, di cui la più grande  (la Torre A) ha un'altezza di 301 metri ed è il 13° edificio residenziale più alto al mondo ed è il terzo edificio più alto in Corea. La costruzione, che ha richiesto 48 mesi, è iniziata nel novembre 2007 e si è conclusa nel novembre 2011.